# Eline Hansen
Eline Hansen (22. oktober 1859 i Assens - 6. januar 1919 i København) var en dansk kvindesagsforkæmper og skolekøkkeninspektør.

## Liv
Hansen var datter af sejlmagermester Christian Jacob H. (1832-80) og Johanne Margrethe Rasmussen (1822-91). Hansen tog som 16-årig fra Assens til København og blev elev på N. Zahles privatlærerindekursus, hvor hun tidligt blev optaget af kvindesagen. Hun blev dernæst lærer på Sæby Realskole. 1883 tog hun eksamen som lærerinde og underviste 1884-89 ved Aarhus højere Pigeskole, ledet af Albertine Sørensen. 1889-1910 var hun ansat ved Københavns kommunale skolevæsen.

### Arbejde i skolevæsenet
Hansen så skolen som et område, hvor kvindesagen havde store opgaver, både i arbejdet for den voksende lærerindegruppes lige vilkår med de mandlige lærere og for skolepigernes undervisning. Det udmøntede sig blandet andet i, at hun opmuntret af husholdningspioneren Birgitte Berg Nielsen engagerede sig for de praktiske fag, håndarbejde, gymnastik og især skolekøkkenet, som skolefag for piger. I 1897 betalte Københavns kommune Hansen for at blive uddannet til skolekøkkenlærerinde på det norske statskursus i Oslo.
Hun fik gennemført, at der oprettedes etårige skolekøkkenkurser ved Danmarks Lærerhøjskole fra 1901. Hansen var lærer i pædagogisk vejledning og skolekøkkenmetodik ved kurset til sin død i 1919 og gjorde sammen med inspektøren Karen Blicher en pionerindsats for at udvikle en både praktisk og teoretisk-systematisk undervisningsform i faget. Som led i forberedelserne havde hun med kommunal og statslig understøttelse foretaget studierejser for at undersøge skolekøkkenundervisning i Belgien, Tyskland, England og Skotland, lande, hvor faget allerede var praktiseret i årtier.
1904-10 var Hansen medlem af Københavns skoledirektions første stående udvalg af lærere og lærerinder, og 1905-09 formand for Københavns Kommunelærerindeforening. Med denne position havde hun stor indflydelse på skolekøkkenfagets hurtige udbredelse i kommunen. Som tak for hendes indsats for køkkenskolelærindernes lønforhøjelse i 1908 indsamlede kolleger penge til en fond, der oprettede en feriekoloni for københavnske skolepiger ved Hansens fødeby Assens. Hun var bestyrer for fonden og tilbragte sine ferier med skolepigerne. I 1910 blev hun den første skolekøkkeninspektrice i Københavns kommunale skolevæsen. Hun udarbejdede her pædagogiske undervisningsvejledninger og planer for skolekøkkenernes indretning, som holdt sig i årtier.

### Arbejde for kvindebevægelsen
Hansen var meget aktiv i kvindebevægelsen. Hun var 1886 medstifter af Dansk Kvindesamfunds kreds i Aarhus og blev senere formidler mellem kredsene i Århus og København. 1893-1903 var hun medlem af Dansk Kvindesamfunds styrelse og sekretær for forretningsudvalget.
Hansen var særlig engageret i kampen for kvinders stemmeret og afløste 1909 Vibeke Salicath som formand for Danske Kvindeforeningers Valgretsforbund. Desuden deltog hun 1899 i dannelsen af Dansk Kvinderaad, senere Danske Kvinders Nationalråd, og var i dets styrelse i flere år. Hun var ligeledes med i Danske Kvinders Nationalråds sundhedsudvalg, oprettet 1911. Ved International Woman Suffrage Alliance’s store kongres i København i 1906 fungerede hun som tolk og skaffede sig mange udenlandske kontakter. Til sin død virkede Hansen som kendt international kontaktperson til udlandet for de bevægelser, hun deltog i. Således udførte hun under 1. verdenskrig et stort arbejde for at knytte og vedligeholde forbindelsen mellem tyske og engelske kvinder. I krigsåret 1915 deltog hun i den internationale kvindefredskongres i Haag. Da hun kom hjem stiftede hun sammen med Thora Daugaard, Clara Tybjerg, Louise Wright og Eva Moltesen Danske Kvinders Fredskæde, senere Kvindernes Internationale Liga for Fred og Frihed, hvor hun blev kasserer.
Hansen var formand for den radikale vælgerforening, og ved det første folketingsvalg med kvindevalgret i 1918 var hun opstillet som kandidat i København og anbefalet af Dansk Kvindesamfund, uden dog at blive valgt. Som glødende fortaler for stemmeretten mente hun, at "Vil Kvinderne have Rettigheder, maa de ogsaa tage deres Del af Pligterne!"